# Эта Цефея
Эта Цефея (η Цефея, Eta Cephei, сокращ. Eta Cep, η Cep), также имеющая собственное имя — Аль Кидр (англ. Al Kidr) — звезда в северном созвездии Цефей. Она делит имя «Аль Кидр» с Тета Цефея, хотя значение этого имени неизвестно. Звезда имеет видимую звёздную величину + 3,4m, и, согласно шкале Бортля, легко видна невооружённым глазом.
Из измерений параллакса, полученных во время миссии Hipparcos, известно, что звезда удалена примерно на 46,53 световых лет (14,27 пк) от Солнца. Звезда наблюдается севернее 29° ю.ш.

## Имя звезды
η Cephei — (латинизированный вариант лат. Eta Cephei) является обозначением Байера.
Эта Цефея, наряду с α Цефея (Альдерамин) и β Цефея (Альфирк), были идентифицированы как англ. Al Kawākib al Firḳ (араб. الكوكب الفرق‎), что означает «Звезды стада» Улугбека.
В китайской астрономии, звезда относится к астеризму 天鈎 (Tiān Gōu), что означает «Небесный Крюк», состоящему из η Цефея, 4 Цефея, HD 194298, θ Цефея, α Цефея, ξ Цефея, 26 Цефея, ι Цефея и ο Цефея. Звезда Эта Цефея известна как 天鈎四 (Tiān Gōu sì,, «Четвёртая звезда небесного крюка»).

## Свойства звезды
Эта Цефея — субгигант спектрального типа K0IV, что указывает на то, что звезда исчерпывает запас водорода в своём ядре и находится в процессе превращения в гигантскую звезду. Её масса 1,6 раза больше массы Солнца, её возраст 2,5 млрд лет, она имеет радиус в четыре раза больше солнечного и светимость в десять раз больше Солнца. Звезда излучает энергию со своей внешней атмосферы при эффективной температуре около 4 950 К, что придаёт ей оранжевый оттенок звезды K-типа. Вращаясь с экваториальной скоростью 6,79 км/с (в 3 раз больше солнечной), этой звезде требуется менее 12 дней, чтобы совершить полный оборот.
Примерно через 150 миллионов лет звезда достигнет яркости в 1000 раз больше солнечной, а затем запустит тройную гелиевую реакцию (начав тем самым процесс «горения» углерода и кислорода), после чего звезда на некоторое время уменьшатся в размере, чтобы стать одним из гигантов, спектрального типа K, синтезирующих гелий. Затем звезда сбросит свою оболочку и её месте останется постепенно остывающий «гелиевый» белый карлик.

## Двойственность звезды
Двойственность звезды открыл Шербёрн Бёрнхем в 1836 году. Согласно Вашингтонскому каталогу визуально-двойных звёзд, параметры этих компонентов приведены в таблице:
| Год  | Позиционный угол | Угловое расстояние | Видимая звёздная величина 1 компонента | Видимая звёздная величина 2 компонента | Код открывателя |
| 1836 | 34°              | 100.5              | 3,43m                                  | 11.3m                                  | BU 1493         |
| 1957 | 66°              | 51.7               | 3,43m                                  | 11.3m                                  | BU 1493         |

Однако, спутник 11-й величины (Eta Cep B), находящийся на расстояние чуть меньше минуты дуги (51.7″), движется слишком быстро, чтобы стать настоящим спутником, и, видимо, просто находится на линии прямой видимости.
Из движения по небу со скоростью почти секунду дуги (0,82 ″) в год, расстояния и лучевой скорости в 88 км/с можно понять, что Эта Цефея движется относительно Солнца очень быстро 112 км/с (примерно в 7 раз больше нормы), показывая, что звезда, вероятно, посетитель из более отдалённых уголков Галактики. Также у звезды, содержание железа (относительно водорода) довольно низкое, около двух третей от того, что найдено на Солнце.

## Возможные субзвёздные объекты
По мнению Nelson&Angel (1998), Эта Цефея показывает два существенных периодичности в изменении яркости — 164 дня и 10 лет соответственно, что указывает на возможность наличия одного или нескольких юпитероподобных планета на орбите вокруг субгиганта. Авторы установили верхний предел 0,64 массы Юпитера для предполагаемой внутренней планеты и 1,2 массы Юпитера для предполагаемой внешней планеты. Также Кэмпбелл и соавт. (1988) предположили существование планетарных объектов или даже коричневых карликов, менее массивных, чем 16,3 MJ.
Тем не менее, более поздние исследования ещё не подтвердили существование какого-либо субзвёздного спутника вокруг Эта Цефея. Команда обсерватории Макдональд установила пределы присутствия одной или нескольких планет с массами от 0,13 до 2,4 масс Юпитера и средними расстояниями от 0,05 до 5,2 а.е.